# Зелінський Микола Дмитрович
Микола Дмитрович Зелінський (нар. 25 січня (6 лютого) 1861, Тирасполь — 31 липня 1953, Москва) — видатний український та радянський вчений, хімік-органік, академік АН СРСР. Дід радянського хіміка, іноземного члена НАН України, академіка РАН М. А. Плате.

## Біографія

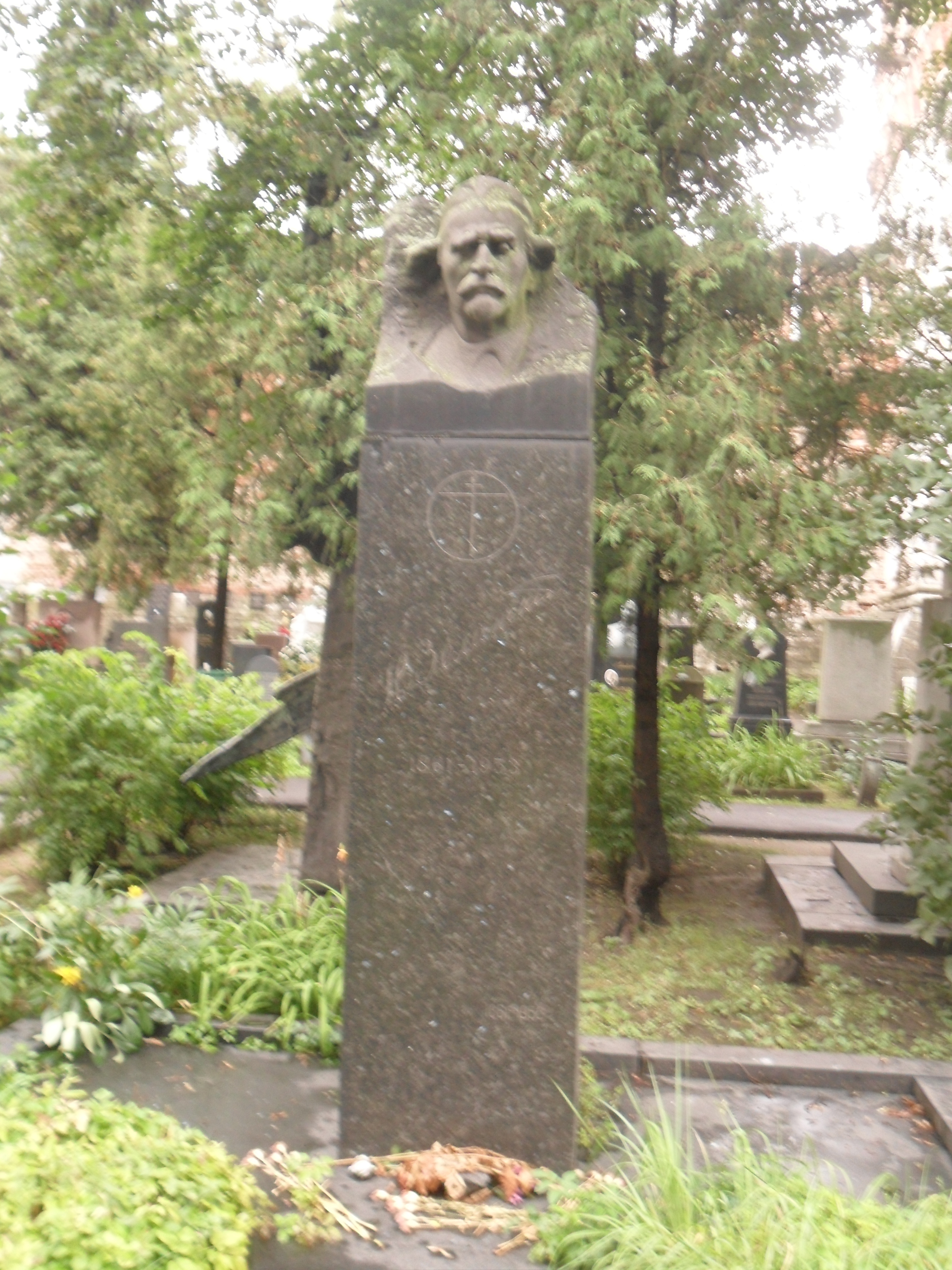
Могила М. Д. Зелінського на Новодівичому цвинтарі в Москві

Народився 6 лютого 1861 року в місті Тирасполі Херсонської губернії. Батьки рано померли і він залишився на вихованні бабусі Марії Петрівни Васильєвої. Вона уважно стежила за його фізичним і духовним розвитком, турбувалася про освіту.
Початкові знання Микола Зелінський отримав удома. Потім три роки він навчався у Тираспольському повітовому училищі, а після — у Рішельєвській гімназії в Одесі, де зацікавився природничими науками. Важливу роль у виборі його життєвого шляху відіграли й лекції знаменитого фізіолога І. Сєченова.
У 1880 році Микола Зелінський закінчив Рішельєвську гімназію та поступив на фізико-математичний факультет Новоросійського університету (нині — Одеський національний університет імені І. І. Мечникова). У 1884 р. він отримав диплом про закінчення університету та залишився працювати в ньому на кафедрі хімії. Згодом його направили для стажування до Геттінгенського університету (Німеччина). У 1888 р. молодий учений повернувся в Одесу і став приват-доцентом Новоросійського університету, а вже через три роки захистив докторську дисертацію, яка стала першим у Російській імперії значним дослідженням зі стереохімії.
У 1893 р. М. Д. Зелінського запросили професором на кафедру органічної й аналітичної хімії Московського університету. У 1911 р. царський уряд спробував втрутитись у життя Московського університету. На знак протесту М. Д. Зелінський разом із групою прогресивних професорів покинув університет, де він створив одну із найкращих лабораторій, і переїхав у Петербург. Майже рік він не міг знайти роботу. У 1912 р. М. Д. Зелінський очолив Центральну лабораторію Міністерства фінансів у Петербурзі. Одночасно він викладав у Політехнічному інституті. Під час Першої світової війни, коли застосовувались бойові отруйні речовини, професор М. Зелінський розробив протигаз, який допоміг зберегти життя тисячам солдатів.
У 1917 р. М. Д. Зелінський повернувся у Московський університет. У 1924 р. він став член-кореспондентом Академії наук, а у 1929 — академіком. Учений був одним із засновників Інституту органічної хімії Академії наук СРСР. Пізніше він організував і очолив хімічний сектор Всесоюзного інституту експериментальної медицини.
Помер у Москві влітку 1953 року, похований на Новодівичому цвинтарі.

## Педагогічна діяльність
Великою заслугою Миколи Дмитровича перед наукою є створення всесвітньо відомої школи хіміків-органіків, куди увійшли Верещагін, Баландій, Кочетков, Казанський, Несмєянов, Лавровський та ін.

## Наукова діяльність
Його наукові праці стосуються вивчення органічного каталізу, хімії амінокислот і білків. Провів низку досліджень зі встановлення органічного походження нафти, досліджував хімічний склад продуктів її переробки, синтезував низку органічних сполук, у тому числі бензен з ацетилену. Винайшов вугільний протигаз. У 1930-ті рр. розв'язав нагальну для народного господарства проблему виробництва синтетичного каучуку.

## Нагороди
З 1926 р. — заслужений діяч науки СРСР. З 1929 р. — академік АН СРСР. З 1935 р. — засновник і керівник кількох лабораторій Інституту органічної хімії АН СРСР. Почесний член Всесоюзного хімічного товариства ім. Д. Менделєєва (з 1941). Лауреат Ленінської премії (1934), Сталінської премії (1942, 1946, 1948). Герой Соціалістичної Праці (з 1945).

## Вшанування пам'яті
У Москві його ім'ям названо одну з вулиць та Інститут органічної хімії. У будинку, де він мешкав, створено меморіальний музей.
У Києві в 1955—1990 роках назву Академіка Зелінського мала Покровська вулиця, у 1955—2023 — Покровський провулок.
У місті Первомайськ Миколаївської області є вулиця Академіка Миколи Зелінського.
У містах Запоріжжя, Одеса та Кишинів є вулиця Зелінського.